# 吳宗周 (嘉靖進士)
吳宗周（1522年—？），字文甫，號郁峰，直隸安慶府懷寧縣人，民籍，明朝政治人物。

## 生平
嘉靖十六年丁酉科（1537年）應天府鄉試第九十七名舉人。嘉靖三十五年（1556年）中式丙辰科會試第一百二十一名，三甲第一百零八名進士。户部观政，授湖广黄州府推官，丁母憂歸，四十年復除漢陽府，病卒。著有《易意》四卷、《郁峰存稿》六卷藏于家。

## 家族
曾祖吳熙；祖父吳綱；父吳錦，母楊氏。